# DAIWA ROYAL HOTEL
DAIWA ROYAL HOTEL（ダイワロイヤルホテル）は、1973年（昭和48年）よりデスティネーション・リゾーツ＆ホテルズ・マネジメント株式会社（旧大和リゾート）が運営していたリゾートホテルブランドである。2018年3月以前のブランド名はダイワロイヤルホテル。
なお、ビジネスホテルブランド「ダイワロイネットホテルズ」があるが、大和リゾートとは別会社の「大和ハウスリアルティマネジメント株式会社（旧：ダイワロイヤル株式会社）」が運営している。
2022年12月8日、大和ハウス工業は大和リゾートの全株式を2023年4月3日付でジャパン・ホテル・リート・アドバイザーズ株式会社が資産運用を務める合同会社恵比寿リゾートへ譲渡することを発表した。

## 概要
日本国内においてリゾートホテルを展開する。また、オリジナル商品による物品販売事業も手がけている。
なお、2018年4月から新しいコーポレートシンボル「DAIWA ROYAL HOTEL」を採用し、ロイトン札幌及び提携施設である西脇ロイヤルホテルを除く全ホテルは4つのカテゴリーに分けられた。
4つのカテゴリは以下の通り。基本的にはカテゴリ名+地域名（Hotel & ResortsとTHEは英語表記で、Active ResortsとRoyal Hotelは日本語）表記となる。
- Active Resorts（アクティブリゾーツ）：常識に支配されない躍動感みなぎるチャレンジホテル
- Hotel & Resorts（ホテル&リゾーツ）：優雅で上質な感動・五感を刺激する異空間漂うエグゼクティブホテル
- THE（ザ）：フラッグシップホテル・格調高く気品にあふれ、華麗で優雅な超高級ホテル
- Royal Hotel（ロイヤルホテル）：創業者のDNAを受継ぎ、伝統を重んじる地域No.1ホテル

前述の通り、2023年4月に大和ハウス工業傘下を離れ、同年7月にはアコーホテルズの運営下に置かれることとなった。アコーは2024年4月に、傘下のホテルの大部分を、アコーのプレミアムブランドである「グランドメルキュール」もしくは「メルキュール」にリブランドした。

## ホテル一覧
基本的にオールインクルーシブ（ビュッフェレストランでの夕朝食、ラウンジでのドリンクやおつまみ、温泉利用、アクティビティなどが含まれる）となる。但し、グランドメルキュール札幌大通公園は夕食提供及び大浴場が無く、グランドメルキュール沖縄残波岬リゾート、メルキュール佐賀唐津リゾートは大浴場が温泉ではない。

### 北海道
- グランドメルキュール札幌大通公園（旧：ロイトン札幌）（札幌市中央区）

### 東北
- メルキュール宮城蔵王リゾート&スパ（宮城県刈田郡蔵王町） - 旧・宮城蔵王ロイヤルホテル→Active Resorts 宮城蔵王
- メルキュール裏磐梯リゾート&スパ（福島県耶麻郡北塩原村） - 旧・裏磐梯ロイヤルホテル→Active Resorts 裏磐梯

### 関東
- グランドメルキュール那須高原リゾート&スパ（栃木県那須郡那須町） - 旧・りんどう湖ロイヤルホテル→Royal Hotel 那須
- グランドメルキュール南房総リゾート&スパ（千葉県南房総市） - 旧・南房総富浦ロイヤルホテル→Hotel & Resorts MINAMIBOSO

### 中部
- グランドメルキュール八ヶ岳リゾート&スパ（山梨県北杜市） - 旧・大泉高原八ヶ岳ロイヤルホテル→Royal Hotel 八ヶ岳
- メルキュール長野松代リゾート&スパ（長野県長野市） - 旧・信州松代ロイヤルホテル→Royal Hotel 長野
- グランドメルキュール浜名湖リゾート&スパ（静岡県浜松市中央区） - 旧・浜名湖ロイヤルホテル→THE HAMANAKO
- メルキュール富山砺波リゾート&スパ（富山県砺波市） - 旧・砺波ロイヤルホテル→Royal Hotel 富山砺波
- メルキュール能登リゾート&スパ（石川県羽咋郡志賀町） - 旧・能登ロイヤルホテル→Royal Hotel 能登 - 令和6年能登半島沖地震のため開業延期

### 近畿
- グランドメルキュール伊勢志摩リゾート&スパ（三重県志摩市） - 旧・伊勢志摩ロイヤルホテル→Hotel & Resorts ISE-SHIMA
- グランドメルキュールびわこリゾート&スパ（滋賀県長浜市） - 旧・長浜ロイヤルホテル→Hotel & Resorts NAGAHAMA
- メルキュール京都宮津リゾート&スパ（京都府宮津市） - 旧・天橋立宮津ロイヤルホテル→Hotel & Resorts KYOTO-MIYAZU
- グランドメルキュール奈良橿原（奈良県橿原市） - 旧・橿原ロイヤルホテル→THE KASHIHARA
- メルキュール和歌山串本リゾート&スパ（和歌山県東牟婁郡串本町） - 旧・串本ロイヤルホテル→Hotel & Resorts WAKAYAMA-KUSHIMOTO
- グランドメルキュール和歌山みなべリゾート&スパ（和歌山県日高郡みなべ町） - 旧・紀州南部ロイヤルホテル→Hotel & Resorts WAKAYAMA-MINABE
- グランドメルキュール淡路島リゾート&スパ（兵庫県南あわじ市） - 旧・南淡路ロイヤルホテル→Hotel & Resorts MINAMIAWAJI

### 中国
- メルキュール鳥取大山リゾート&スパ（鳥取県西伯郡伯耆町） - 旧・大山ロイヤルホテル→Royal Hotel 大山

### 四国
- メルキュール高知土佐リゾート&スパ（高知県安芸郡芸西村） - 旧・土佐ロイヤルホテル→Royal Hotel 土佐

### 九州・沖縄
- メルキュール福岡宗像リゾート&スパ（福岡県宗像市） - 旧・玄海ロイヤルホテル→Royal Hotel 宗像
- メルキュール佐賀唐津リゾート（佐賀県唐津市） - 旧・唐津ロイヤルホテル→Hotel & Resorts SAGA-KARATSU
- グランドメルキュール別府湾リゾート&スパ（大分県速見郡日出町） - 旧・別府湾ロイヤルホテル→Hotel & Resorts BEPPUWAN
- グランドメルキュール沖縄残波岬リゾート（沖縄県中頭郡読谷村） - 旧・沖縄残波岬ロイヤルホテル→Royal Hotel 沖縄残波岬

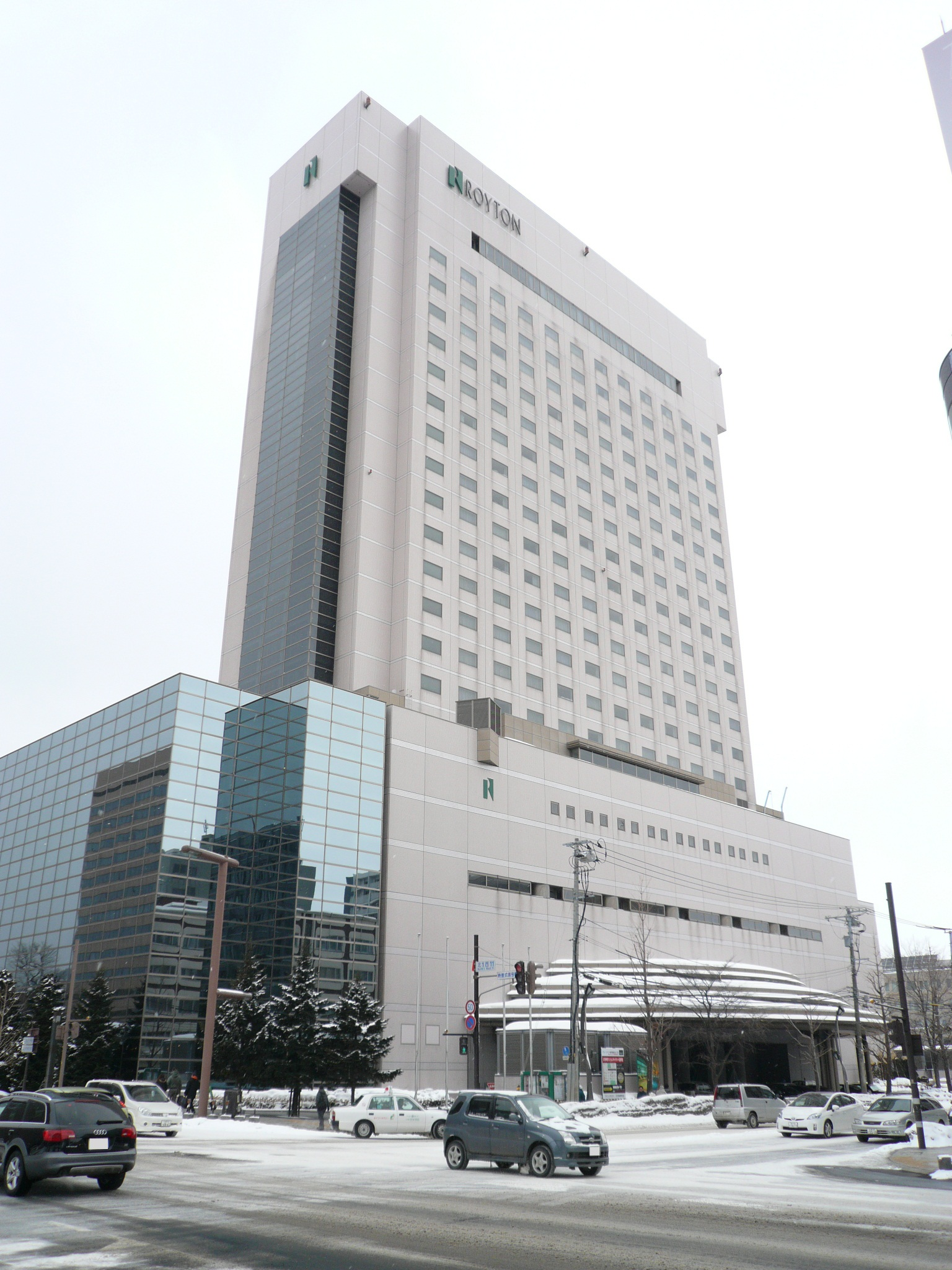
ロイトン札幌（2012年2月）
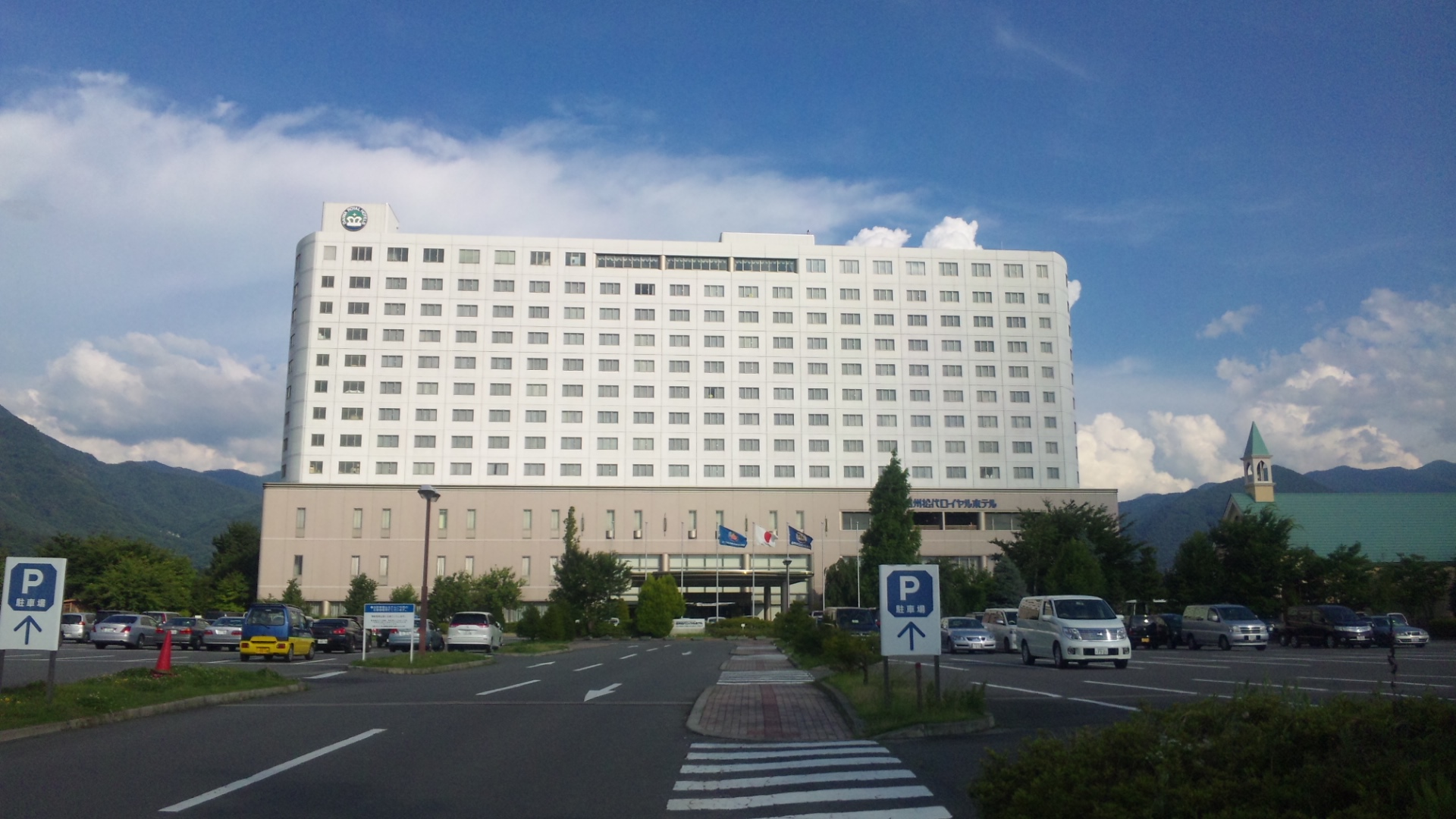
Royal Hotel 長野（2010年7月）
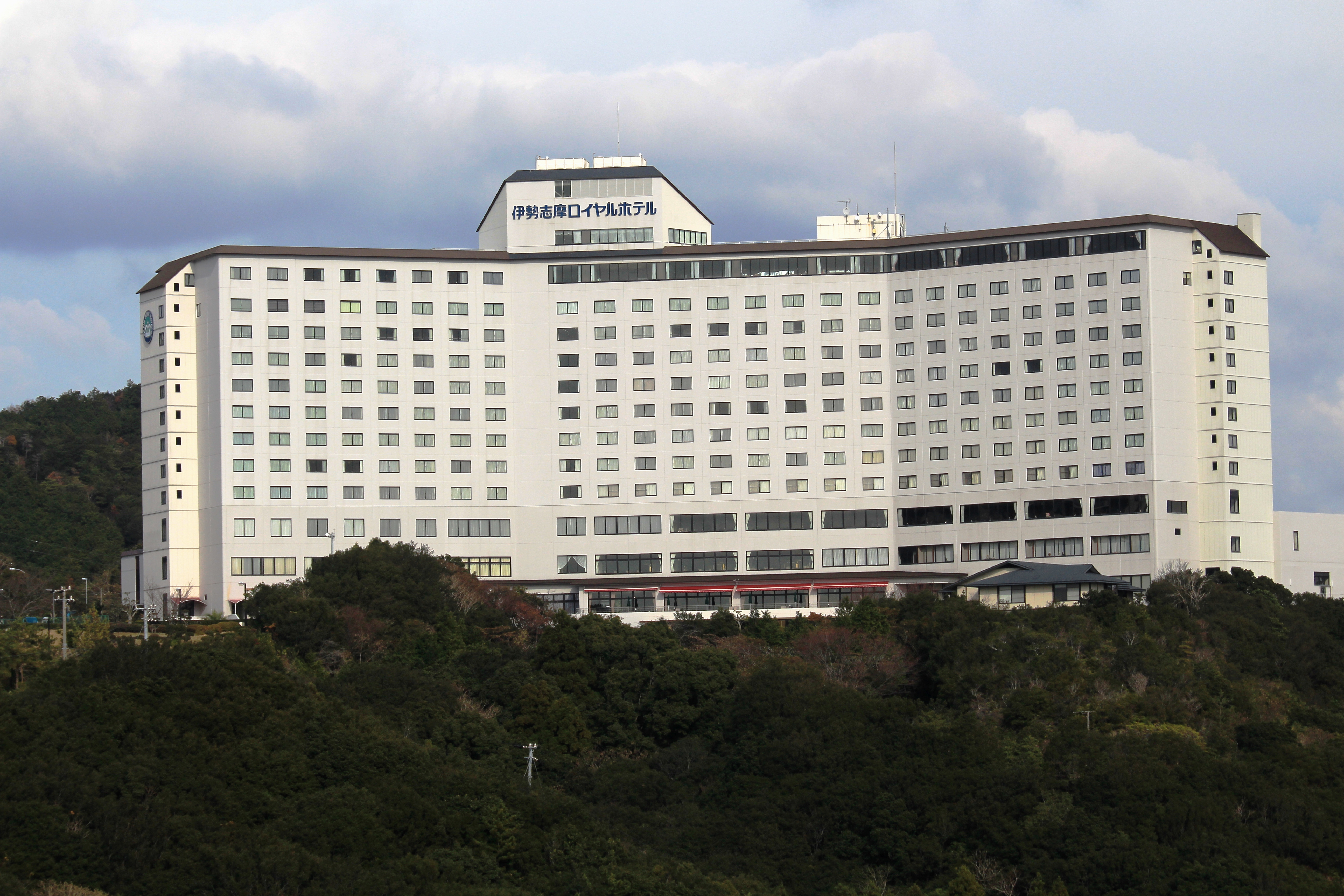
Hotel & Resorts ISE-SHIMA（2010年12月）
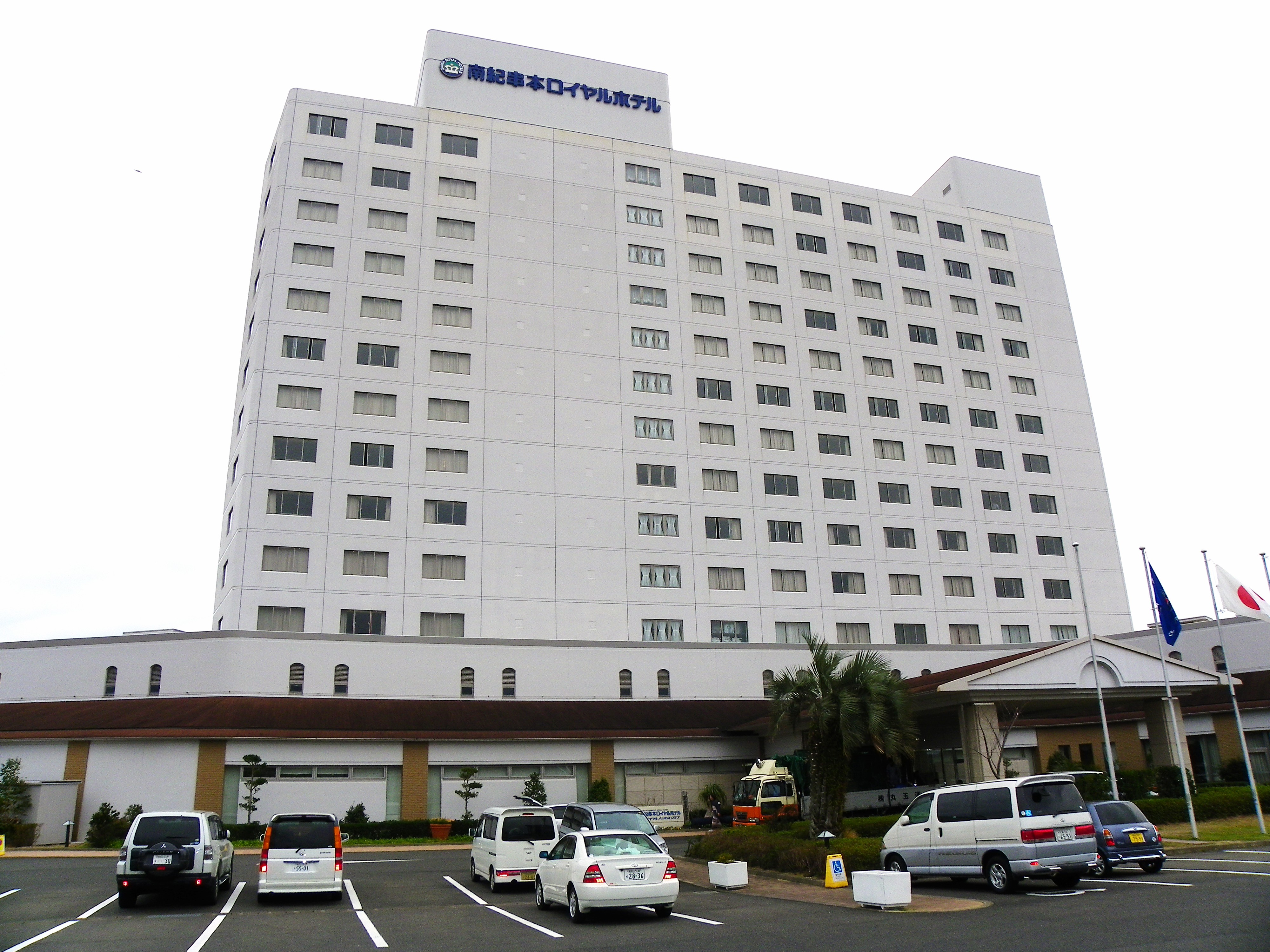
Hotel & Resorts WAKAYAMA-KUSHIMOTO（2010年2月）
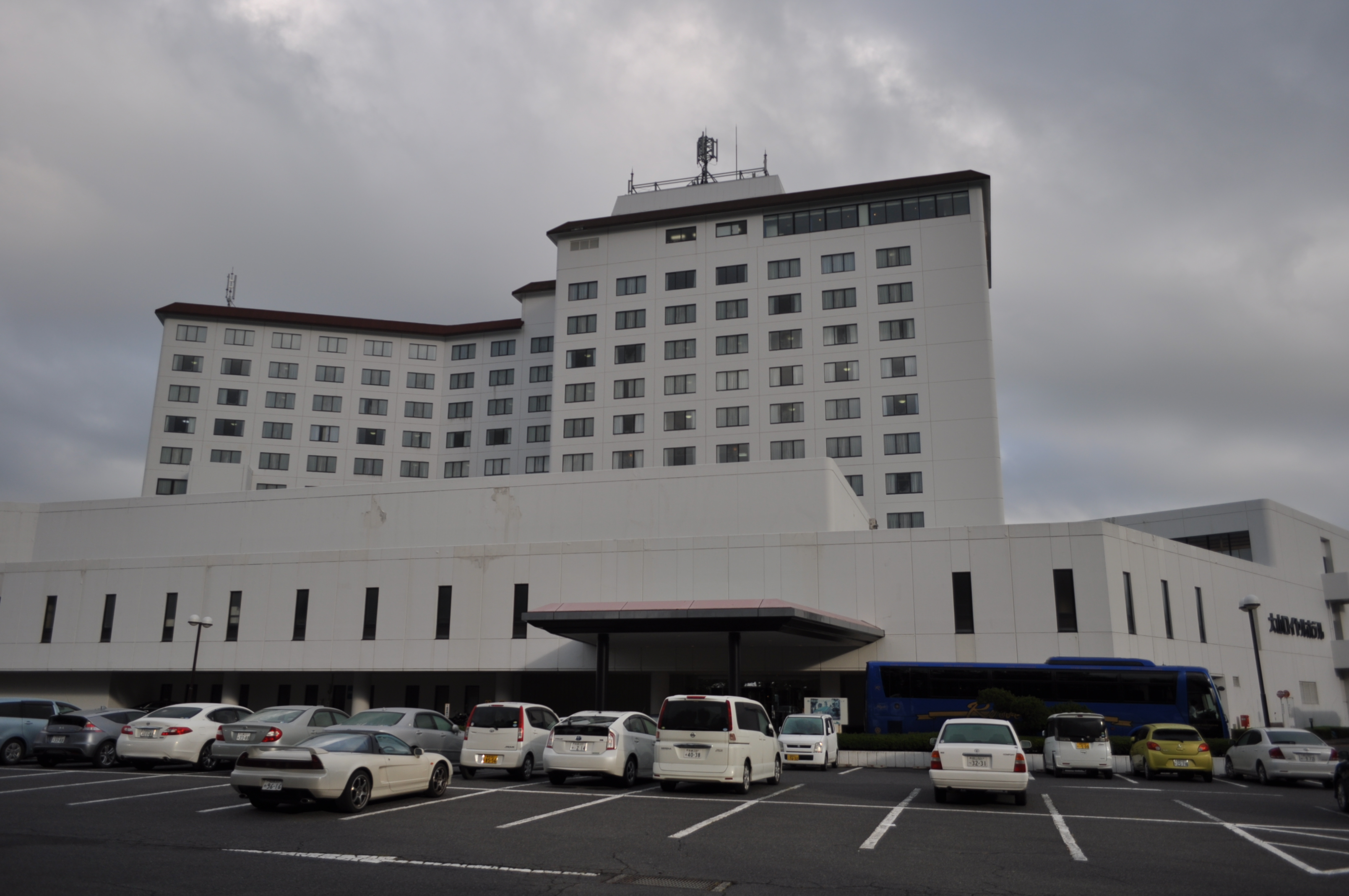
Royal Hotel 大山（2015年9月）
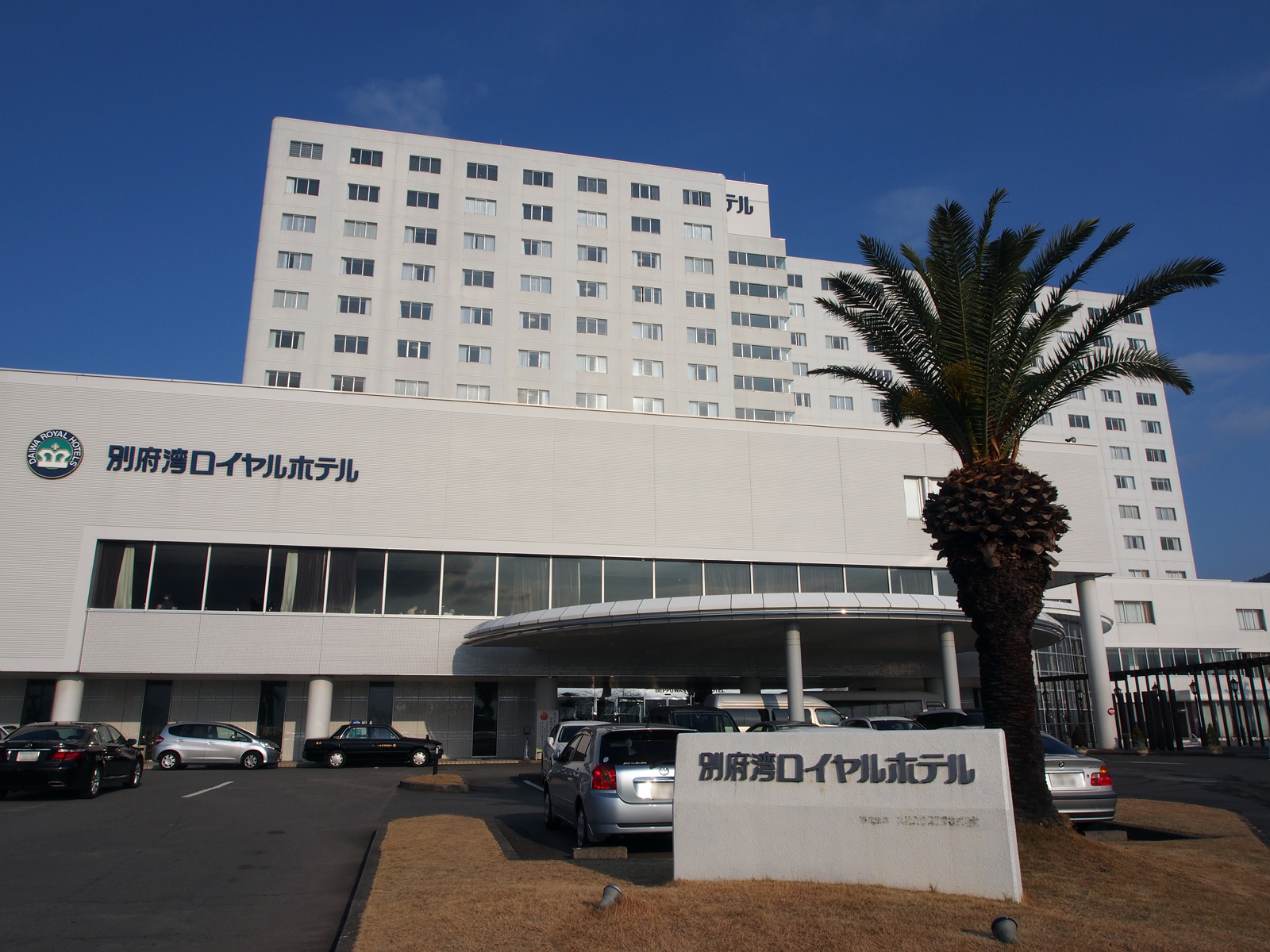
Hotel & Resorts BEPPUWAN（2013年1月）

### 過去に営業していたホテル
- Royal Hotel みなみ北海道鹿部（北海道茅部郡鹿部町） - 旧・みなみ北海道鹿部ロイヤルホテル、老朽化のため2021年9月30日で閉館[6]。
- Active Resorts 岩手八幡平（岩手県八幡平市） - 旧・八幡平ロイヤルホテル、老朽化のため2021年9月30日で閉館[6]
- Royal Hotel 山中温泉河鹿荘（石川県加賀市） - 旧・山中温泉河鹿荘ロイヤルホテル、老朽化のため2021年9月30日で閉館[6]
- Active Resorts 福岡八幡（福岡県北九州市八幡東区） - 旧・北九州八幡ロイヤルホテル（1994年7月5日開業[7]）、施設老朽化及びホテル敷地の借地契約終了のため2022年9月30日で閉館[8]。
- Active Resorts 霧島（鹿児島県霧島市） - 旧・霧島ロイヤルホテル（1985年3月開業[9]）。2018年にブランド変更により改名[9]。老朽化のため2024年1月31日で閉館[9][10]。その後、ソラーレ ホテルズ アンド リゾーツが取得し、改装後2025年8月16日に「ザ・パルス霧島」としてリブランド予定[11]。

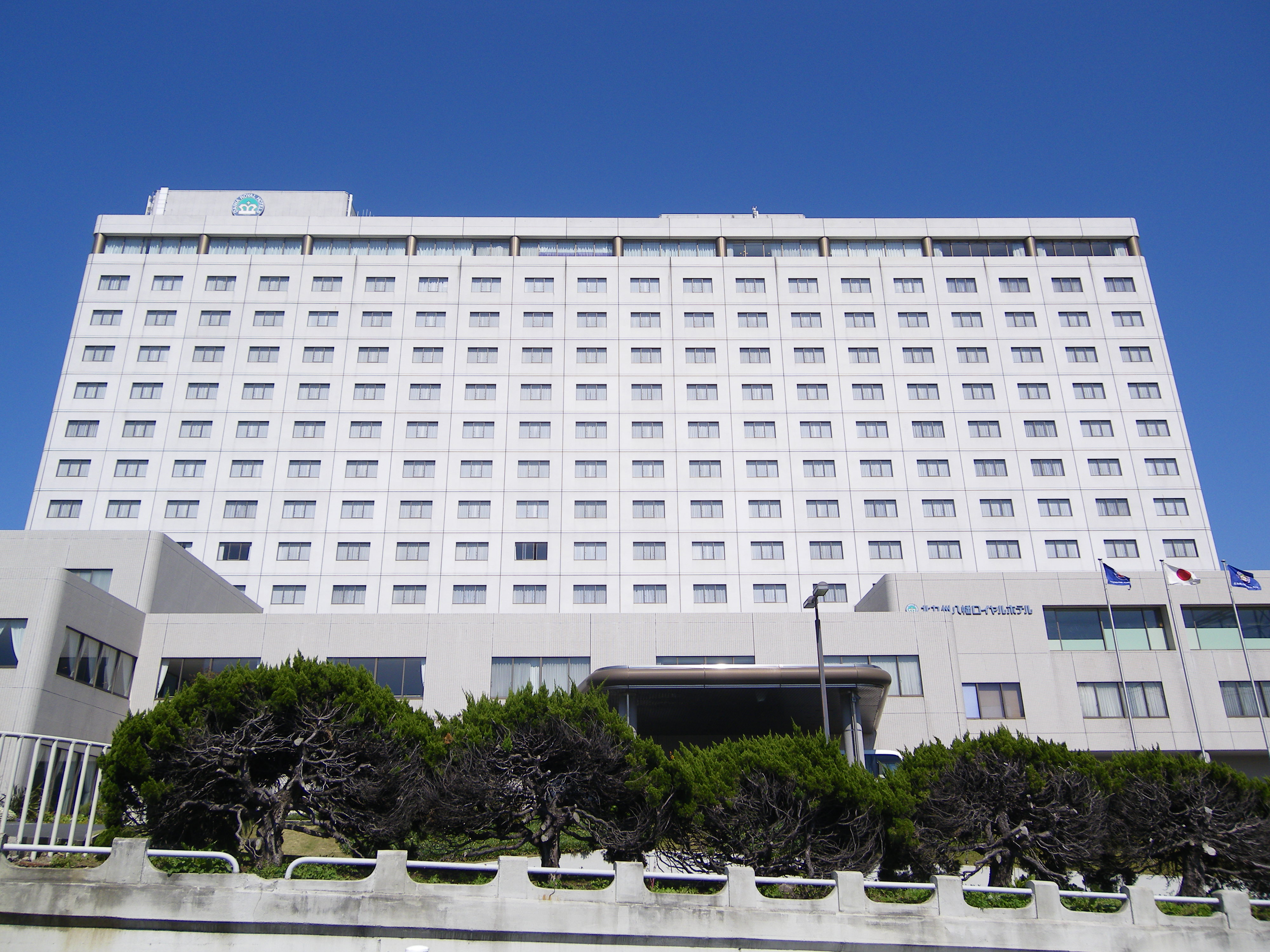
Active Resorts 福岡八幡（2010年4月）